# Martin Gostner

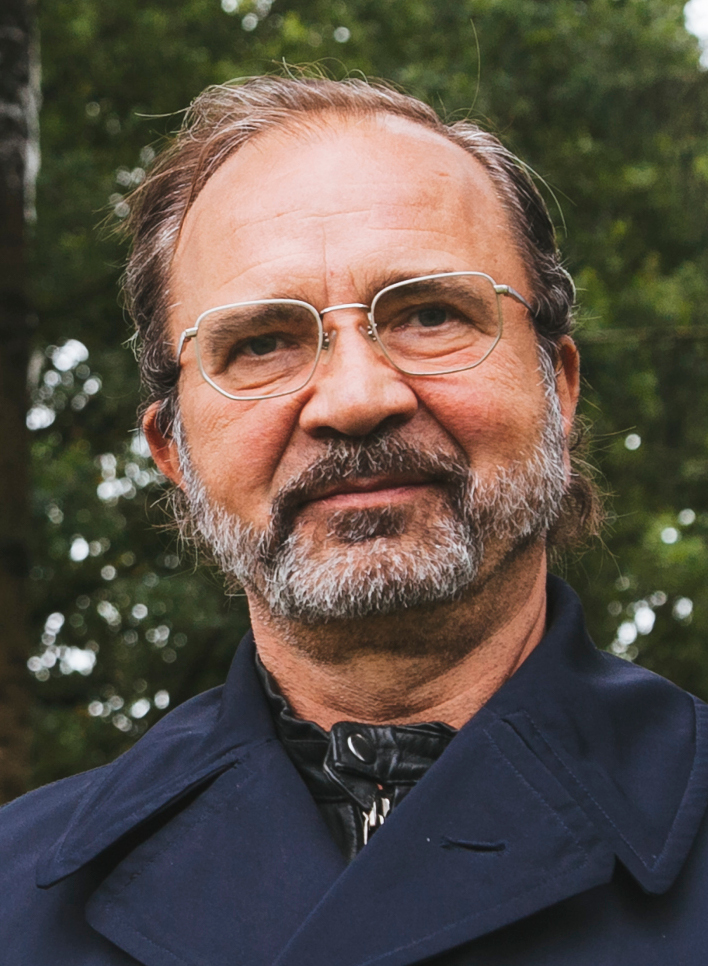
Martin Gostner (2019)

Martin Gostner (* 5. November 1957 in Innsbruck) ist ein österreichischer Bildender Künstler. Er lebt und arbeitet in Düsseldorf und Innsbruck.
Seit 2004 hat Martin Gostner eine Professur für Bildhauerei an der Kunstakademie Düsseldorf inne.

## Leben und Werk
Gostner studierte Malerei bei Arnulf Rainer und Max Weiler an der Akademie der bildenden Künste in Wien. Nach seinem Studium wandte er sich  von der reinen Malerei ab und arbeitete in den Medien mit Installationen, Film, Malerei und Fotografie. Themenschwerpunkte sind dabei grundsätzliche Kulturkritik und künstlerische Biographie, wobei er sich Erkenntnissen aus der Psychologie, Philosophie, Politik und Geschichte bedient.
Innerhalb des künstlerischen Œuvres von Martin Gostner, das sowohl skulpturale Zugangsweisen als auch die Auslotung verschiedenster Sprach- und Kommunikationsformen umfasst, fungiert die Auseinandersetzung mit Geschichte und Erinnerung als zentraler Dreh- und Angelpunkt. Sein Interesse an der Geschichte der Dinge ist dabei keineswegs gegenwartsvergessen, sondern fokussiert die Spuren, die die jüngere Vergangenheit – durch kurze traumatische Ereignisse ebenso wie lang andauernde Entwicklungen – in der Welt hinterlassen hat. Gostners Werke sprechen auf ihre spezifische Weise von der inneren Notwendigkeit, diese Spuren, die sich in das individuelle wie kollektive Gedächtnis eingeprägt haben, zu beleuchten.
Gostner arbeitet im Unterschied zu den Geschichtswissenschaften jedoch nicht an einer Geschichte der Fakten, die darauf abzielt, den Verlauf der Vergangenheit anhand von Ereignisketten zu enträtseln und zu erklären. Mit seiner Zugangsweise scheint er vielmehr darauf zu reagieren, wie das Terrain des Gedächtnisses strukturiert ist – als ein gleichsam unermesslicher Fundus an persönlichen und gesellschaftlichen Erinnerungen, die in ihrer Überlagerung chaotisch und fragmentiert erscheinen, die aus neurowissenschaftlicher Sicht im Gedächtnis des Einzelnen jedoch in vielteiligen Netzen rund um besonders eingeprägte Knotenpunkte organisiert sind und die als solche immer irgendwie vorhanden, aber oftmals doch verschüttet sind. Unter seinen vielartigen Ausdrucksmedien sind vor allem Watte, aber auch Panade, Sprache, sowie grafische Symbole aus Strategie bzw. Geographie zu erwähnen.
Ab 2001 arbeitet Gostner an einem Werk-Komplex, den er unter dem Begriff der Erkerkultur fortlaufend weiterentwickelt. Gostner setzt den „Erker“ dabei nicht primär als architektonischen Bau, sondern als Begriff für ein individuelles Denksystem ein, mit dem er Interventionen in den Genius Loci ausgewählter Orte kennzeichnet. Wiewohl er den Begriff in eine persönliche Denkfigur transformiert, leitet er deren Bedeutung von kollektiven Raum- und Nutzungskonventionen ab. Als Raummetapher repräsentiert der Erker einen in fast allen Kulturen bekannten Hybridraum, der archetypisch für die Verbindung zweier Welten – einer inneren und einer äußeren – steht. Der Erker ragt in eine Welt hinein, aber auch aus einer heraus. Aus Sicht seiner Nutzung ist der Erker ein Ort, an dem sich Leben und Zeit anreichern. Es ist ein Ort, an dem man zur Ruhe kommen und nachdenken kann, der einen sicheren Ausblick auf die Welt gewährt und an dem man oft auch Andenken an persönlich wichtige Erlebnisse sammelt und aufbewahrt. Es sind diese architektonischen und existenziellen Konnotationen, die den Erker als eine Struktur begreifbar machen, mit der für Gostner flexible Bewegungen zwischen verschiedenen Räumen und Zeiten möglich werden.
Zentrale Charakteristiken der Erker sind ihre unauflösbare Bindung an den jeweiligen Ort und ihre Unabhängigkeit von den Konventionen des Ausstellungswesens. Mit Ausnahme ihrer Ableitungen entziehen sich die Erker dem Zugriff der Kunstöffentlichkeit. Zwar gibt Gostner Hinweise auf bestehende Interventionen, doch immer erst nach ihrer Realisierung. Entweder trifft man zufällig auf die Arbeiten oder man muss sie selbstständig mithilfe von GPS-Koordinaten suchen. Inspiriert vom ersten bekannten Graffiti-Tagger, dem Wiener Alpinisten Josef Kyselak (1798–1831), der an allen möglichen und unmöglichen Stellen seinen Namen hinterließ, richtet Gostner seine Erker an Orten ein, die ganz seiner Wahl und seinem Interesse entspringen. Beispielhaft dafür ist der Erker der blauen Pferde (realisiert am 31. Mai 2012). Mit vier Haufen in Kunststoff gegossener Rossäpfel auf der Terrasse der Neuen Nationalgalerie Berlin macht diese Intervention auf fast körperliche Weise glauben, dass die Pferde aus Franz Marcs Gemälde Der Turm der blauen Pferde (1913) in die Gegenwart zurückgekehrt wären – ein Gemälde, das im Besitz der Nationalgalerie war, bis es Hermann Göring zur Zeit der Naziherrschaft für seine Sammlung konfiszierte und das seither verschollen ist.
Jürgen Tabor, Galerie im Taxispalais Innsbruck 2014

## Einzelausstellungen und Projekte (Auswahl)

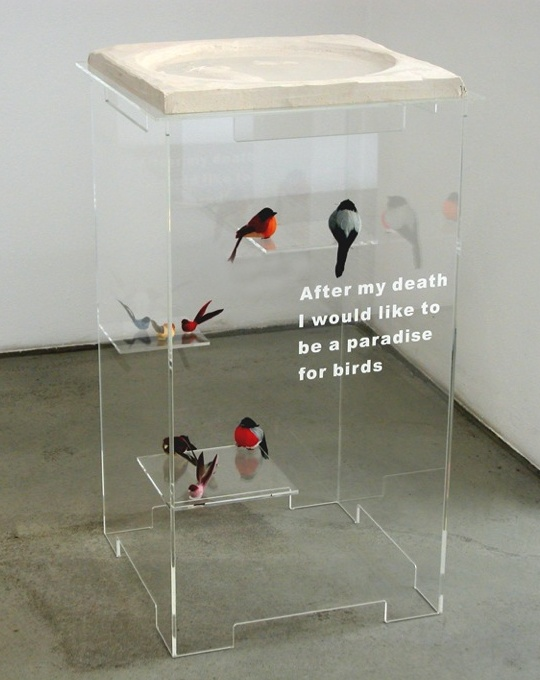
Plastik "After My Death"

- 1993 Lehrstuhl für Quatsch. Institut für Komparatistik, Universität Innsbruck (Ö)
- 1994 Thesen der Gegenreformation. Forum Stadtpark, Prag (TCH)
- 1995 Vacant Posessions, Erratic Boulders. Studio Oggetto, Mailand (I)
- 1995 I. M. Zebra. Galerie Sophia Ungers, Köln (D)
- 1996 Stepping Into the Shit of History. Galerie Giorgio Persano, Turin (I)
- 1997 öde Galle. Villa Merkel/Bahnwärterhaus, Esslingen (D)
- 1997 Guten Tag, kaufen Sie auch Skulpturen? Galerie Hammelehle und Ahrens, Stuttgart (D)
- 1998 Erinnerung weich. Kölnischer Kunstverein, Köln (D)
- 1998 Altes, liebes Schlachtfeld. Galerie Hoffmann & Senn, Wien (Ö)
- 2000 Apparat für Sonntag. Rupertinum, Salzburg (Ö)
- 2000 Video 14. Tiroler Landesmuseum Ferdinandeum, Innsbruck (Ö)
- 2001 Kupferpfandl – und darüber. Wiener Secession (Ö)
- 2001 All I See I Cover. Neue Galerie Graz (Ö)
- 2001 Erker 1: Promenade Des Autrichiens, ab 30. Jänner 2001, Wien – Stadtraum, 48°12′31″N 16°22′21″E 192M, Kooperation mit Wiener Secession (Ö)
- 2002 Seitlich aus der Requisite kommend. Galerie im Taxispalais, Innsbruck (Ö)
- 2003 Of Milk And Honey. Museum Folkwang, Essen (D)
- 2004 Erker 2, Festival Of Fog, ab 11. September 2004, Berlin – Stadtraum, 52°31′12″N 13°24′36″E 25M, Kooperation mit Büro Friedrich Berlin (D)
- 2005 Ein entspanntes Feld. Ar/ge Kunst Galerie Museum, Bozen (D)
- 2005 Ich hatte die Farbe der Wiese. Galerie Johann Widauer, Innsbruck (Ö)
- 2006 Futurum exactum. Galerie Giti Nourbakhsch, Berlin (D)
- 2007 Them Powers. Galerie Christian Nagel, Köln (D)
- 2009 Erker 3, Bar Gate, ab 20. August 2009, KL Felicitas Foundation, Big Sur, 36°25' 00.49"N 121°53' 01.44"W 533M (USA)
- 2010 Erker 4, Der Krieg über mir., ab 19. September 2010, Monte Cimone, 45°49′19″N 11°20′42″E 1094M (I)
- 2011 Abhilfen und Wirkungen, Ableitungen aus Erker 6. Galerie Giti Nourbakhsch, Berlin (D)
- 2012 Erker 7, Der Erker der blauen Pferde, ab 31. Mai 2012, Neue Nationalgalerie, Berlin (D)
- 2013 Erker 9, Wahre Schönheit hat Erbarmen, ab 16. Jänner 2013, Alhambra, Granada (ESP)
- 2014 Matrix 1914, Universalmuseum Joanneum KÖR Steiermark Knittelfeld, Ableitung aus Erker 4 Der Krieg über mir Monte Cimone ab 19. September 2010 (Ö)
- 2015 Erker 11, Explorer And Neophytes Alike, ab 27. August 2015, Kealakekua Bay Hawaii, N19°28'87 W155°55'16 10M (USA)
- 2016 Erker 12, Abandoned Supply Module, ab 6. September 2016, Serra de Tramuntana, 39°46'37.21"N 2°53'54.11"E 178M (ESP)
- 2017 Retter, spiele, Retter, Bühnenraumbild für Ennui „Geht es immer so weiter?“ mit Franui und Peter Simonischek, Mozartwoche Salzburg, Kölner Philharmonie, Wiener Konzerthaus (D) (Ö)
- 2018 Erker 15, Temple Of The Completed Genome, ab 17. September 2018, Guadalquivir Córdoba, 37.872030°-4.783494°, 115m (ESP)
- 2019 Apparat für Park, Österreichischer Skulpturenpark Universalmuseum Joanneum (Ö)
- 2020 Erker 16, The Stinking Boot Oracle, ab 5. August 2020, Ischgl, secret position, 1533M.